# Guia d'ones coplanar

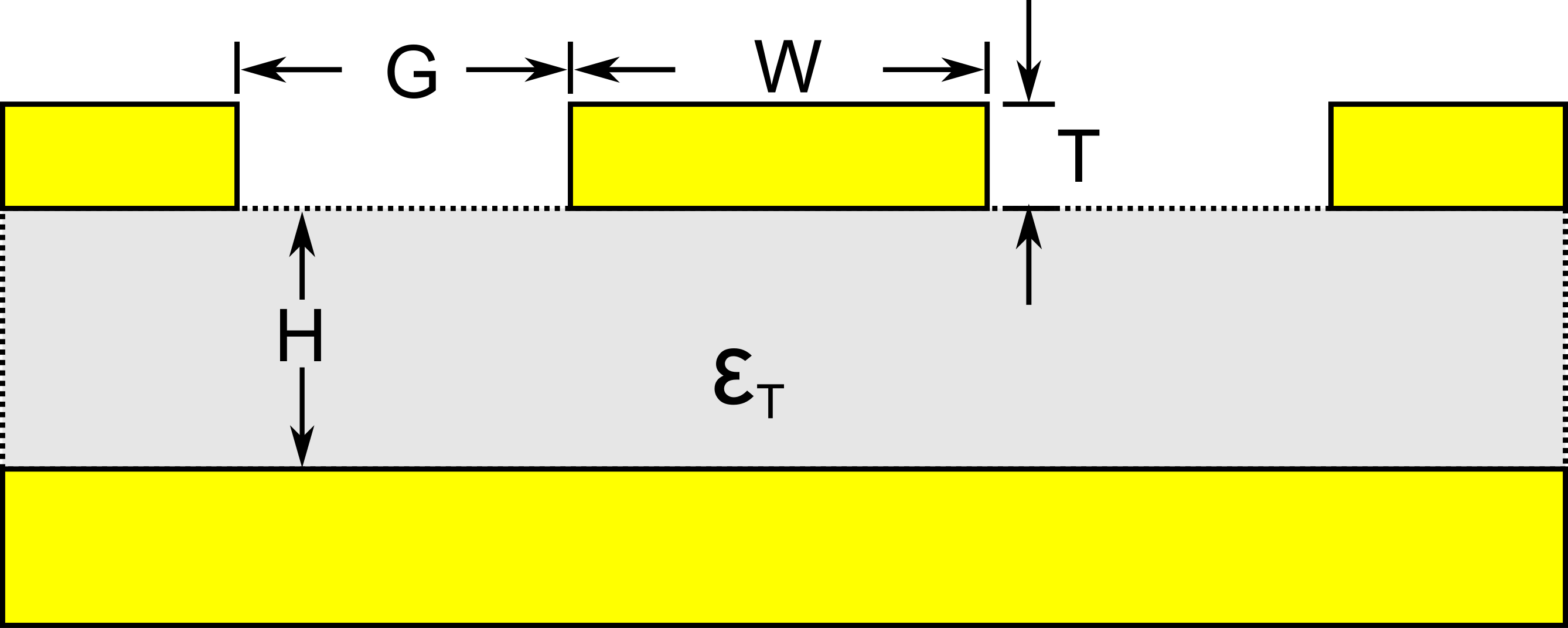
Secció transversal d'una línia de transmissió de guia d'ones coplanar amb suport conductor.

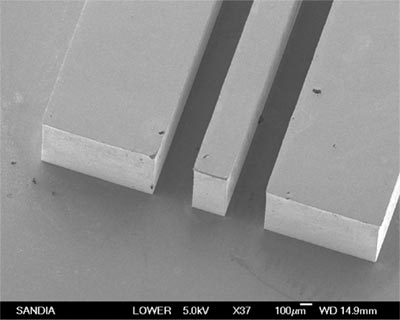
Una guia d'ones coplanar de coure 517 μm d'alçada creada mitjançant la tècnica LIGA.

La guia d'ona coplanar és un tipus de línia de transmissió plana elèctrica que es pot fabricar mitjançant la tecnologia de plaques de circuit imprès i s'utilitza per transmetre senyals de freqüència de microones. A menor escala, les línies de transmissió de guies d'ones coplanars també estan integrades en circuits integrats de microones monolítics.
La guia d'ones coplanar convencional (coplanar waveguide, CPW) consisteix en una única pista conductora impresa sobre un substrat dielèctric, juntament amb un parell de conductors de retorn, un a banda i banda de la pista. Els tres conductors estan al mateix costat del substrat i, per tant, són coplanars. Els conductors de retorn estan separats de la via central per un petit buit, que té una amplada invariable al llarg de la línia. Allunyats del conductor central, els conductors de retorn solen estendre's a una distància indefinida però gran, de manera que cadascun és nocionalment un pla semi-infinit.
La guia d'ona coplanar amb suport de conductor (conductor-backed coplanar waveguide, CBCPW), també coneguda com a guia d'ona coplanar amb terra (coplanar waveguide with ground, CPWG), és una variant comuna que té un pla de terra que cobreix tota la cara posterior del substrat. El pla de terra serveix com a tercer conductor de retorn.
La guia d'ones coplanar va ser inventada l'any 1969 per Cheng P. Wen, principalment com un mitjà pel qual es podien incorporar components no recíprocs, com ara giradors i aïlladors, als circuits de línies de transmissió planar.
L'ona electromagnètica transportada per una guia d'ones coplanar existeix en part al substrat dielèctric i en part a l'aire que hi ha a sobre. En general, la constant dielèctrica del substrat serà diferent (i major) que la de l'aire, de manera que l'ona viatja en un medi no homogeni. En conseqüència, CPW no admetrà una ona TEM real; a freqüències diferents de zero, tant els camps E com H tindran components longitudinals (un mode híbrid). Tanmateix, aquests components longitudinals solen ser petits i el mode es descriu millor com quasi-TEM.

## Aplicació a dispositius giromagnètics no recíprocs
Els dispositius giromagnètics no recíprocs com els aïlladors ressonants i els desplaçadors de fase diferencials depenen d'un senyal de microones que presenta un camp magnètic giratori (polaritzat circularment) a un cos de ferrita magnetitzat estàticament. El CPW es pot dissenyar per produir aquest camp magnètic giratori a les dues ranures entre els conductors central i lateral.

## Aplicació a la física de l'estat sòlid
Les guies d'ones coplanars tenen un paper important en el camp de la computació quàntica d'estat sòlid, per exemple, per a l'acoblament de fotons de microones a un qubit superconductor. En particular, el camp de recerca de l'electrodinàmica quàntica de circuits es va iniciar amb ressonadors de guia d'ona coplanar com a elements crucials que permeten una gran intensitat de camp i, per tant, un fort acoblament a un qubit superconductor limitant un fotó de microones a un volum molt més petit que el cub de la longitud d'ona. Per millorar encara més aquest acoblament, es van aplicar ressonadors de guia d'ones coplanars superconductors amb pèrdues extremadament baixes. (Els factors de qualitat d'aquests ressonadors coplanars superconductors a baixes temperatures poden superar els 106 fins i tot en el límit de baixa potència). Els ressonadors coplanars també es poden utilitzar com a bus quàntics per acoblar múltiples qubits entre si.